# Filip Dominković
Filip Dominković (* 18. Februar 2002 in Slovenj Gradec) ist ein slowenischer Leichtathlet, der sich auf den Speerwurf spezialisiert hat.

## Sportliche Laufbahn
Erste internationale Erfahrungen sammelte Filip Dominković beim Europäischen Olympischen Jugendfestival (EYOF) 2019 in Baku, bei dem er mit einer Weite von 71,92 m mit dem Jugendspeer den sechsten Platz belegte. 2021 gelangte er bei den U20-Europameisterschaften in Tallinn mit 67,83 m auf Rang zehn und anschließend wurde er bei den U20-Weltmeisterschaften in Nairobi mit 64,03 m Elfter. 2024 belegte er bei den Balkan-Meisterschaften in Izmir mit 73,22 m den vierten Platz und im Jahr darauf gewann er bei den Balkan-Meisterschaften in Volos mit 76,28 m die Bronzemedaille hinter dem Griechen Dimitrios Tsitsos und seinem Landsmann Anže Durjava.
2022 wurde Dominković slowenischer Meister im Speerwurf.